# Porn star martini
Un porn star martini, ou parfois passion star martini, est un cocktail froid aromatisé aux fruits de la passion. Il est composé de vodka aromatisée à la vanille, de Passoã, de jus de fruit de la passion et de jus de citron vert. Il est traditionnellement accompagné d'un verre de prosecco frais.
Ce n'est pas un vrai martini, mais c'est l'une des nombreuses boissons qui intègrent le terme dans leurs noms. Le cocktail a été inventé par Douglas Ankrah, propriétaire du bar LAB London, un bar de Londres, en 1999.
Le terme « porn star martini » est controversé : en 2019, l'entreprise britannique Marks & Spencer a renommé ses boissons en canette en « passion star martini » à la suite de plaintes selon lesquelles le nom normalisait la pornographie.
Le cocktail est particulièrement populaire au Royaume-Uni.